# Ms. Dynamite
Niomi Arleen McLean-Daley, znana szerzej jako Ms. Dynamite (ur. 26 kwietnia 1981 w Londynie) – brytyjska raperka, autorka utworów i producentka muzyczna. Znana z przebojów „It Takes More”, „Dy-Na-Mi-Tee” oraz „Lights On”. Laureatka Mercury Prize jak i dwóch Brit Awards.

## Biografia
Urodziła się i wychowała w dzielnicy Archway w gminie Islington w północnym Londynie jako najstarsza z jedenaściorga dzieci. Jej ojciec jest Jamajczykiem, a matka Szkotką. Jako dziecko chciała zostać nauczycielką lub pracownikiem socjalnym, jednak jej największą pasją okzała się muzyka. Jeden z jej braci także został raperem, znanym jako Akala.
Zadebiutowała wokalnie w utworze „Booo!” z gatunku UK garage, który cieszył się popularnością w pirackich rozgłośniach radiowych. Zainteresowanie piosenkarką rosło i ostatecznie podpisała kontrakt z Polydor Records, gdzie producent Salaam Remi zaczął rozwijać jej talent. W 2002 roku ukazał się jej debiutancki album A Little Deeper, na którym znalazły się przeboje „It Takes More” oraz „Dy-Na-Mi-Tee”. Płyta dotarła do 10. miejsca na liście sprzedaży w Wielkiej Brytanii i zdobyła Mercury Prize jako album roku. Sama artystka zdobyła dwie nagrody Brit Awards: dla najlepszej artystki solowej i najlepszego wykonawcy sceny urban. Wystąpiła na ceremonii zamykającej Igrzyska Wspólnoty Narodów 2002.
Po kilkuletniej przerwie, w czasie której urodziła syna o imieniu Shavaar, powróciła z albumem Judgement Days, wydanym w 2005 roku. Płyta prezentowała dojrzalsze brzmienie w porównaniu do debiutu, poruszając tematy społeczno-polityczne, jednak nie spotkała się z tak pozytywnymi recenzjami. Nie poradziła sobie też dobrze na listach sprzedaży, co wkrótce doprowadziło wytwórnię Polydor do zerwania kontraktu z artystką. Na początku 2006 roku Ms. Dynamite została aresztowana za uderzenie policjantki pod jednym z klubów nocnych w Londynie, za co ostatecznie została skazana na 60 godzin prac społecznych. W tym samym roku wydała mixtape A Little Darker we współpracy z bratem, Akalą. W kolejnych latach pojawiała się w różnych programach telewizyjnych w Wielkiej Brytanii, m.in. The Race i Hell's Kitchen, oraz gościnnie prowadziła audycje radiowe w BBC Radio 1Xtra. Swój kolejny album, zatytułowany Democracy, raperka zapowiedziała na 2009 rok, jednak ostatecznie nie ukazał się, gdyż zdecydowała się skupić na macierzyństwie.
W 2010 roku nagrała przebój „Lights On” w duecie z Katy B, który dotarł do 4. miejsca UK Singles Chart, co było najwyższym dotychczas osiągnięciem obu artystek na tej liście. Pojawiła się też na debiutanckiej płycie projektu Magnetic Man, a w 2011 roku wydała solowy singel „Neva Soft”. Nagrała single w kolaboracjach z różnymi artystami, m.in. „Light Up (The World)” i „Cloud 9”. Wydany w 2014 roku utwór „Dibby Dibby Sound” z DJ-em Freshem dotarł do 3. miejsca na brytyjskiej liście przebojów.

## Dyskografia

### Albumy
- 2002: A Little Deeper
- 2005: Judgement Days
- 2006: A Little Darker (mixtape)

### Single
- 2001: „Booo!” (oraz Sticky)
- 2002: „It Takes More”
- 2002: „Dy-Na-Mi-Tee”
- 2002: „Put Him Out”
- 2005: „Judgement Day”
- 2005: „Father”
- 2006: „Fall in Love Again”
- 2009: „Lions Den” (oraz The Nextmen i Andy Cato)
- 2010: „Wile Out” (oraz DJ Zinc)
- 2010: „What You Talking About!?” (oraz Redlight)
- 2010: „Lights On” (oraz Katy B)
- 2011: „Neva Soft”
- 2012: „Light Up (The World)” (oraz Yasmin i Shy FX)
- 2013: „Cloud 9” (oraz Shy FX)
- 2013: „Sweat” (oraz Major Lazer i Laidback Luke)
- 2014: „Dibby Dibby Sound” (oraz DJ Fresh i Jay Fay)